# Jonas Vieren
Jonas Vieren est un joueur de kayak-polo international allemand, né le 2 février 1990.
Il participe en 2009 au championnat d'Allemagne dans l'équipe de WSF Liblar et remporte avec l'équipe nationale le Championnat d'Europe de kayak-polo.

## Championnat du monde de kayak-polo
- Vice-champion du monde en 2010

## Championnat d'Europe de kayak-polo
- Champion d'Europe en 2009

## Championnat d'Allemagne de kayak-polo
- 3e place du championnat en 2009
- 1re place du championnat en 2010